# Первый удар
Первый удар — понятие ядерной стратегии, которое подразумевает нанесение по противнику внезапного массированного ядерного удара.
Преимущество первого ракетного удара предполагает способность одной стороны в кратчайший период нейтрализовать стратегические ядерные силы другой таким образом, чтобы ответный удар стал неосуществимым. Таким образом, теория первого удара противоречит теории сдерживания.
По сути своей, ядерная гонка между США и Советским Союзом явилась ничем иным, как попыткой достичь такого преимущества. США имели такое преимущество вплоть до конца 1960-х годов, когда у Союза ССР ещё не было достаточного количества межконтинентальных баллистических ракет (МБР) с соответствующими характеристиками (отставание было как по количеству, так и по качеству).
Позже СССР даже путём развёртывания огромного[сколько?] количества ракет Р-36 в 1960-х годах не смог достичь преимущества первого удара, однако этого размещённого ядерного вооружения стало достаточно для нанесения второго удара, так называемого «удара возмездия». С этого момента США отказались от стратегии нанесения упреждающего ядерного удара, но до самого конца холодной войны всеми способами старались выйти из состояния взаимного гарантированного уничтожения и вновь выйти на ядерное первенство.

## Военные доктрины ядерных государств и первый удар
Все девять государств, имеющих в настоящее время ядерное оружие (США, Россия, Великобритания, Франция, КНР, Индия, Пакистан, Израиль, КНДР), в своих официальных военных доктринах по умолчанию допускают применение его первыми.
Первой ядерной державой, без всяких условий провозгласившей ещё в 1964 году принцип неприменения ядерного оружия первыми, стала КНР. Однако в настоящее время в КНР идёт дискуссия об отказе от этого принципа ввиду растущей возможности США поражать китайские ядерные средства высокоточными неядерными системами большой дальности.
В июне 1982 года СССР принял обязательство о неприменении ядерного оружия первым, которое стало составной частью советской военной доктрины.
Однако из утверждённых в 1993 году «Основных положений военной доктрины РФ» данное обязательство было исключено. В апреле 1995 году Россия сделала заявление, что «не применит ядерное оружие против государств — участников Договора о нераспространении ядерного оружия, не обладающих ядерным оружием, кроме как в случае вторжения или любого другого нападения на РФ, её территорию, её вооруженные силы или другие войска, её союзников или на государство, с которым она имеет обязательство в отношении безопасности, осуществляемых или поддерживаемых таким государством, не обладающим ядерным оружием, совместно или при наличии союзнических обязательств с государством, обладающим ядерным оружием». В новой редакции военной доктрины России, утверждённой в декабре 2014 г. сказано, что «ядерное оружие будет оставаться важным фактором предотвращения возникновения ядерных военных конфликтов и военных конфликтов с применением обычных средств поражения (крупномасштабной войны, региональной войны)» и что «Российская Федерация оставляет за собой право применить ядерное оружие в ответ на применение против неё и (или) её союзников ядерного и других видов оружия массового поражения, а также в случае агрессии против Российской Федерации с применением обычного оружия, когда под угрозу поставлено само существование государства».
США всегда допускали возможность использования ядерного оружия первыми, как гласит ядерная доктрина США 2010 года, «для узкого набора сценариев». Обеспечивая гарантии безопасности союзникам в Европе и Азии, США имеют варианты ядерного ответа на нападение на них с использованием обычного оружия или других видов оружия массового уничтожения и потому «не готовы в настоящее время принять безоговорочную политику сдерживания ядерного нападения как единственного предназначения ядерного оружия…».
Индия в 1998 году заявила о строгой приверженности стратегии неприменения ядерного оружия первой. Однако Индия, судя по всему, изменила свое прежнее обязательство, заявив, что оно распространяется только на неядерные государства.
Великобритания и Франция всегда допускали применение ядерного оружия первыми. Пакистан открыто и безоговорочно придерживается концепции первого применения ядерного оружия против Индии, которая имеет над ним большое превосходство по силам общего назначения. Израиль не признаёт и не отрицает наличия у него ядерного оружия, но ввиду специфики его геополитического окружения ни у кого нет сомнений, что он также негласно придерживается концепции первого ядерного удара. Что касается КНДР, то ввиду малочисленности и уязвимости её ядерных средств в противоборстве с США первый удар — единственный способ применить ядерное оружие.